# بخش جیپور
بخش جیپور (به انگلیسی: Jaipur district) یک منطقهٔ مسکونی در هند است که در Jaipur division واقع شده‌است. بخش جیپور ۱۱٬۱۵۲ کیلومتر مربع مساحت و ۶٬۶۲۶٬۱۷۸ نفر جمعیت دارد.